# Stenophrixothrix howdeni
Stenophrixothrix howdeni är en skalbaggsart som beskrevs av Wittmer 1988. Stenophrixothrix howdeni ingår i släktet Stenophrixothrix och familjen Phengodidae. Inga underarter finns listade i Catalogue of Life.